# Hungarocamion
Hungarocamion – narodowy przewoźnik węgierski z siedzibą w Budapeszcie, założony w 1966 roku. 
Zajmuje się przewozami międzynarodowymi z użyciem dużych samochodów ciężarowych, których posiada 1 200 sztuk (wszystkie z zielonymi kabinami i żółtymi naczepami). Początkowo woził głównie węgierskie arbuzy do Iranu i Taszkentu, obecnie specjalizuje się w kierunkach zachodnich – Niemcy, Anglia, Benelux. Rocznie wykonuje ponad 70 000 transportów swoimi samochodami ciężarowymi. Posiada ciężarówki: Volvo, Renault, Iveco, Mercedes-Benz, MAN. 
W 2002 roku firma kupiona została przez holenderską korporację spedycyjną. Nazwę zmieniono na Waberer's, a barwy pojazdów na niebiesko-żółte.